# Rosenborg Ballklub
Rosenborg Ballklub é um clube de futebol da Noruega, sediado na cidade de Trondheim. As suas cores são o preto e o branco, que estão presentes nos uniformes e no escudo. Tendo sido campeão do Campeonato Norueguês em 26 oportunidades, da Copa da Noruega em 12, e da Supercopa da Noruega em 3, a equipe é a maior vencedora do futebol no país, tendo monopolizado o futebol deste a partir do final dos anos 1980. O clube conquistou dois campeonatos na segunda metade da década de 1980, um em 1990 e treze consecutivos, começando em 1992 e tendo a série quebrada em 2005. Esta hegemonia é a maior da história do futebol, sendo igual à conquistada pelo Skonto, da Letônia. A sua melhor participação na Liga dos Campeões da UEFA aconteceu na temporada 1996-97, quando a equipe avançou até aos quartos de final, sendo eliminada pela Juventus.
O clube foi fundado em 1917 com o nome de Odd. Desde 1947 a sua casa é o Lerkendal Stadion. Devido à reforma realizada entre 2000 e 2002, tornou-se uma moderna arena. O estatuto oficial do Rosenborg, assim como o do também norueguês Lillestrøm, proíbem a contratação de jogadores brasileiros e sul americanos e deixa livre a contratação de jogadores africanos de países como Senegal, Congo, Gâmbia, Gana, Uganda, Zâmbia, Serra Leoa, Burkina Faso, Costa do Marfim, Nigéria, Camarões, Togo, Guineas, Martinica, Suriname, Jamaica, Trinidad e Tobago, negro cubano, negro norte-americano, negro canadense e negros nascidos na Europa, Haiti, Moçambique e todos os outros países negros africanos é sempre livre a contratação. E já teve oposição a este estatuto pelo cantor e torcedor norueguês Morten Harket quanto as restrições aos sul americanos.

## História

### Até anos 1950 - O surgimento
Em Março de 1917, doze garotos fundaram em Trondheim o Sportsklubben Odd. O nome foi uma homenagem ao Odd de Skien, então melhor equipe de futebol da época no país. Nos primeiros anos, o clube apenas realizou partidas amistosas contra equipes da região, até entrar na divisão regional em 1920. Diversos jogadores da equipe já haviam atuado nas grandes equipes do país. O então pequeno clube não alcançava resultados tão expressivos, e não era ainda um clube de grande destaque e atenção nacional. Desiludidos, vários jogadores começaram a deixar o clube. Em 1923, a equipe principal realizou apenas uma partida.
Em 1926, a diretoria mudou todo seu corpo, passando para uma nova geração de sócios do clube. Sendo assim, a nova direção levou o clube a ser admitido em uma divisão regional em 1927. Em 1928, a equipe passou a integrar a Associação Norueguesa de Futebol. Os dirigentes desta não queriam dois clubes com o mesmo nome, então em 26 de outubro de 1928, o clube mudou de nome, para o atual Rosenborg Ballklub.
No início, a equipe teve algum sucesso, ascendendo constantemente entre as divisões regionais. Em 1931, qualificou-se para a divisão mais alta. A equipe crescia de produção, e, em 1933, chegou pela primeira vez à Copa da Noruega. Neste período, a diretoria planejava a construção de um novo estádio, mas foi interrompida pelo início da Segunda guerra. Na temporada 1937-1938 participou da primeira edição do campeonato nacional, terminando na sexta colocação do grupo distrital na primeira fase, dentro de sete equipas.
Em 1947, dois anos após o término da guerra, o estádio Lerkendal finalmente foi erguido, apesar de ainda com arquibancadas e algumas partes da obra como provisórias e temporárias.

### Anos 1960 - As primeiras conquistas
As equipes juvenis do Rosenborg sempre se destacaram como uma das melhores do país, especialmente nos anos 1950, tendo a base das futuras melhores equipes do clube até então. Em 1960, o Rosenborg ascendeu à divisão mais alta do futebol norueguês pela primeira vez. No mesmo ano, a equipe também debutava na final da Copa da Noruega, enfrentando o Odd (equipe que inspirou o primeiro nome do clube). O Rosenborg venceu a competição. Viria a repetir o feito em 1964, mas antes havia sido rebaixado para a Segunda Divisão norueguesa, onde jogaria de 1963 a 1966.
A equipe participou também pela primeira vez de uma competição européia, em 1965.
A equipe volta à primeira divisão em 1967 e logo neste ano experimenta seu primeiro sucesso na competição. A equipe que vence o Campeonato Norueguês pela primeira vez, era liderada por Harald Sunde, Nils Arne Eggen e pelo jovem Odd Iversen. O Rosenborg entrava enfim para o grupo dos principais clubes da Noruega.
No ano seguinte, em 1968, Nils Arne é eleito jogador do ano no país, e Odd Iversen alcança a artilharia do campeonato nacional em três anos consecutivos, 1967, 1968 e 1969, tendo marcado 30 golos em 1968, sendo este o recorde de artilharia alcançado por um jogador em todas as edições da competição.

### Anos 1970 - altos e baixos
O clube contratou o treinador inglês George Curtis em 1969. O treinador introduziu um sistema de 4-4-2 extremamente ofensivo. A equipe vence o campeonato pelo terceiro ano.
Porém, em 1970, com a saída de Iversen e Harald Sunde, o Rosenborg encontrou sérias dificuldades ofensivas, já que seus melhores marcadores haviam deixado a equipe, resultando na perda do campeonato nacional. O aposentado Nils Arne assumiria o comando da equipe após Curtis. Em 1971, o Rosenborg conquistou a chamada dupla coroa, com a vitória no Campeonato e na Copa. Estas conquistas encerrariam o primeiro período de glórias da equipe.
Rosenborg fica com o vice na Copa por dois anos consecutivos, em 1972 e 1973. Muitos treinadores chegam e saem com a mesma rapidez no clube durante este período, até chegar a desastrosa campanha no campeonato de 1977, no qual venceu apenas duas partidas.
Nils Arne volta ao clube e permanece como treinador de 1978 a 1982. Com o retorno do já experiente Odd Iversen, o clube volta à primeira divisão. Iversen é o artilheiro do campeonato nacional em 1979 pela quarta vez na carreira. Mas até sua aposentadoria, em 1982, a equipe ainda não voltaria a vencer o campeonato. Isso só aconteceria em 1985, após um "jejum" de catorze anos, quando na última rodada da competição a equipe bateu o Lillestrøm S.K. e venceu com apenas um ponto de vantagem sobre o segundo colocado.

### Anos 1980 até 2005 - monopólio
O Rosenborg viveu bons momentos na segunda metade da década de 1980. Venceu o campeonato em três oportunidades, em 1985, 1988 e 1990. Também venceu a Copa em 1988 e 1990, conquistando novamente a "dupla coroa". Em 1985, na partida decisiva do campeonato, bateu os recordes de público em seu estádio, com super lotação de 28.619 espectadores.
Com a volta de Eggen em 1988, a equipe conquistou a primeira divisão no mesmo ano. Ainda neste período, a equipe foi vice-campeã do campeonato nacional em 1989. O título de 1990 foi seguido de um novo vice, 1991.
Em 1992, iniciou-se o melhor período do clube. A equipe venceu o Campeonato Norueguês por treze anos consecutivos, até 2004. Em 2005, o título do Vålerenga interrompeu a série. A conquista voltaria a acontecer em 2006. No mesmo período, a Copa nacional foi vencida cinco vezes.
Em 1995, com a classificação à Liga dos Campeões, as finanças do clube permaneceram seguras.
Nils Arne Eggen deixou o clube pela última vez em 2002, após longo período nesta passagem pelo clube, tendo conduzido a equipe à conquista de doze campeonato nacionais, sendo dez deles na série de treze anos consecutivos. Apenas em 1998 o treinador foi substituído por Trond Sollied, tendo retornado no ano seguinte.

### Participação na Europa
Nos últimos onze anos, o Rosenborg participou de dez Ligas dos Campeões. Oito delas de forma consecutiva, entre 1995 e 2002 (o recorde fora quebrado pelo Manchester United em 2004).

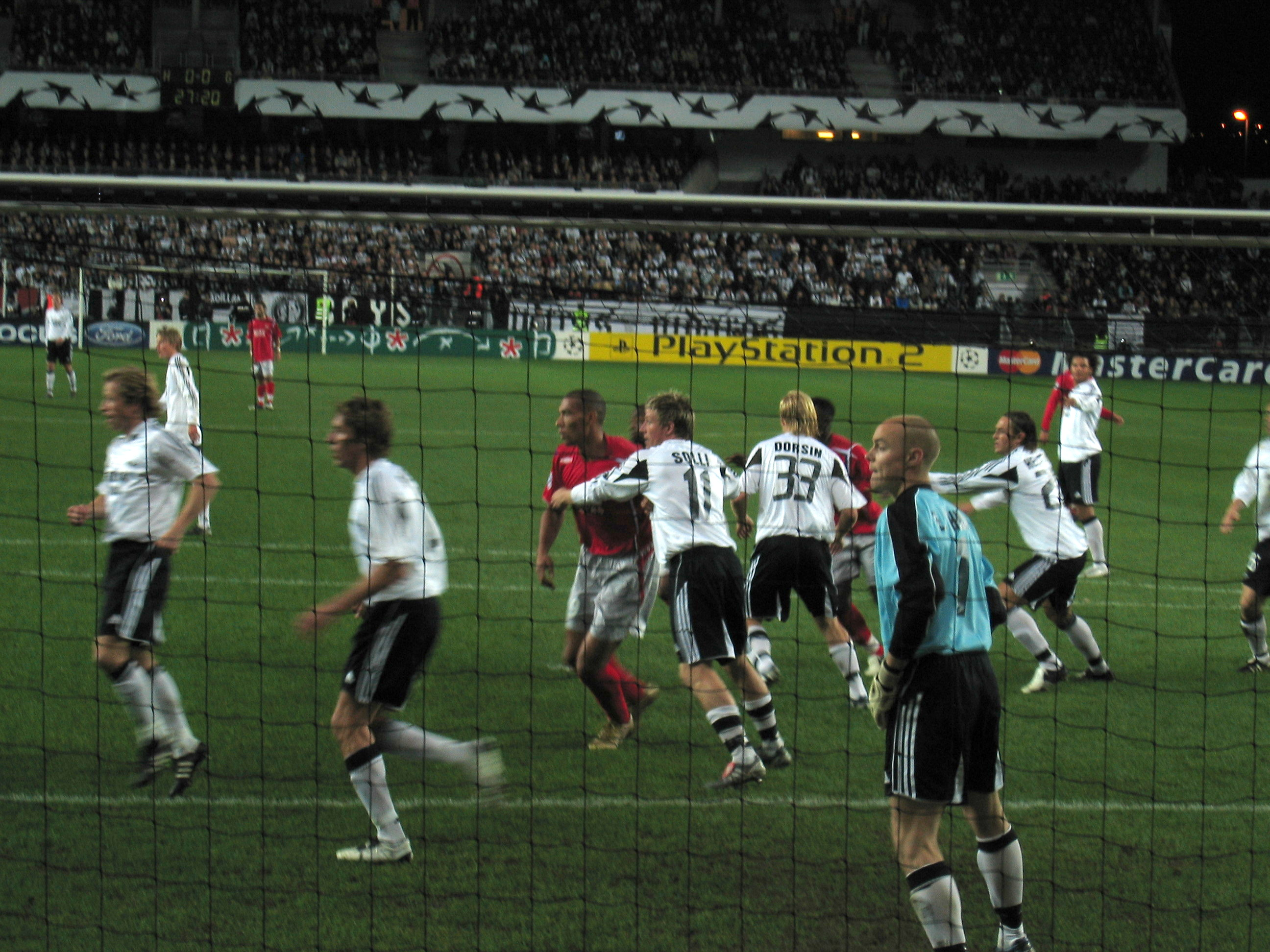
Partida contra o Lyon pela Liga dos Campeões da UEFA.

Na temporada 1996-97, a equipe venceu o Milan, em uma decisão no San Siro, com o placar de 2 a 1. Nas quartas de final, a equipe caiu perante a Juventus.
Na temporada 1997-98, a equipe vence o Real Madrid por 2 a 0 e o Olympiacos por 5 a 1.
Porém, nem tudo nas campanhas do Rosenborg em Ligas dos Campeões são sucessos. Os noruegueses também se envolveram em derrotas expressivas, ambas para franceses. 5 a 0 para o Lyon em 2002 e 7 a 2 para o Paris Saint Germain em 2000.
A equipe não participou da competição em 2003 quando foi derrotada pelo Deportivo La Coruña no torneio eliminatório para a Liga. Em 2004 voltou a participar, quando bateu o Maccabi Haifa na mesma fase qualificatória, e em 2005, quando venceu o Estrela de Bucareste (Steaua Bucureşti).
Na temporada 2006-2007 o clube retornou à competição após um ano sem participar. Na fase eliminatória venceu o Astana e o Tampere United. Na estreia da fase de grupos empatou com o Chelsea, na cidade de Londres, e ocasionou a saída do treinador português José Mourinho do comando da equipe adversária.

### Atualidade

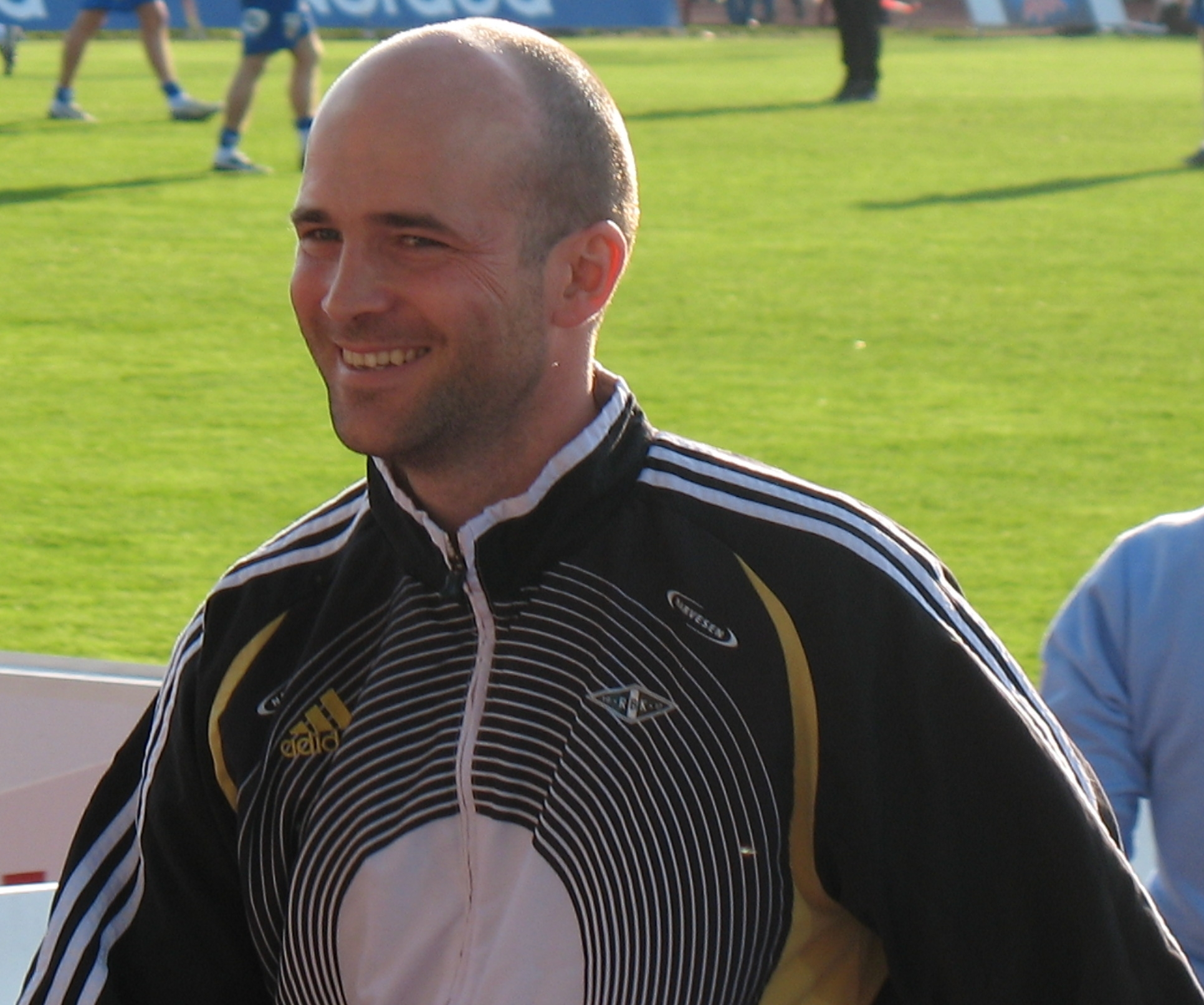
O treinador Knut Tørum.

Na temporada de 2006, tudo indicava um vice, com o rival Brann liderando o campeonato dez pontos à frente. O então assistente Knut Tørum assume a equipe. Esta foi a terceira vez que acontecia essa troca no comando da equipe em três anos. Porém, o treinador conduz a um enorme sucesso, vencendo as últimas oito partidas e levando a mais um título.
Em fevereiro de 2007, o diretor Rune Bratseth anunciou que deixaria o comando do clube, devido a pressões da imprensa e outros motivos. Foi substituído por Knut Thorbjørn Eggen, filho de Nils Arne Eggen.
Em março do mesmo, o meia Jan Gunnar Solli deixou o clube após três temporadas em transferência para o Brann.
No início da temporada, a equipe disputou o torneio amigável La Manga Cup, no qual conquistou duas vitórias e duas derrotas contra equipes conterrâneas.
Em outubro de 2007 o treinador Knut Tørum deixa o comando da equipe após vencer o Valencia em seu estádio pela Liga dos Campeões. O treinador alegou maus resultados no campeonato nacional e a impossibilidade de conquistá-lo pelo segundo ando consecutivo.  Foi substituído por Trond Børge Henriksen.

## Elenco atual
Última atualização: 25 de abril de 2025.

## Títulos
| Nacionais | Nacionais            | Nacionais | Nacionais |
|           | Competição           | Títulos   | Temporadas |
| --------- | -------------------- | --------- | --- |
|           | Campeonato Norueguês | 26        | 1967, 1969, 1971, 1985, 1988, 1990, 1992, 1993, 1994, 1995, 1996, 1997, 1998, 1999, 2000, 2001, 2002, 2003, 2004, 2006, 2009, 2010, 2015, 2016, 2017, 2018 |
|           | Copa da Noruega      | 12        | 1960, 1964, 1971, 1988, 1990, 1992, 1995, 1999, 2003, 2015, 2016, 2018                                                                                     |
|           | Supercopa da Noruega | 3         | 2010, 2017, 2018 |

 Campeão invicto

### Outros
La Manga Cup: 3
(1999, 2001, 2003)
 Taça Europa: 3
(1949, 1950, 1952)
 Taça das Cidades com Feiras: 1
(1953)

## Recordes

### Individuais
- Mais partidas na liga pelo clube - Ola By Rise, 346
- Mais partidas na equipe principal - Roar Strand, 504
- Maior artilheiro na liga - Harald Brattbakk, 151
- Maior artilheiro do clube - Harald Brattbakk, 256

### Transações
- Maior transferência de entrada - John Carew, 23 milhões de coroas, vindo do Vålerenga em 1999
- Maior transferência de saída - John Carew, 75 milhões de coroas, indo para o Valencia em 2000

### Equipe
- Maior vitória na liga - Brann (Mandante): 10-0, 1996
- Maior derrota na liga - Viking (Visitante): 1-8, 1984
- Maior vitória em geral - Buvik (Visitante): 17-0, Copa da Noruega, 2003
- Maior derrota em geral - Hibernian (Visitante): 1-9, Copa da UEFA, 1984

## Estádio
A casa do Rosenborg é o Lerkendal Stadion. Os diretores do passado (à época da década de 1940) desejavam construir seu novo estádio em Lerkendal. Com o início da guerra, tiveram de adiar seus planos. A construção finalizou-se em 1947. Hoje, após reforma realizada entre 2000 e 2002, o estádio é um dos mais modernos e bem conservados da Europa e do Mundo.
Suas dimensões são de 105x68 metros e sua capacidade é de 21.166 espectadores.

## Torcida
A torcida do Rosenborg é uma das maiores do país e possui alguns grupos de Ultras, entre eles os Ultras Nidaros, iniciado em 2007.
Dos grupos de torcedores em Trondheim, um distingue-se por incentivar a equipa visitante, qualquer que ela seja: o Heia Bortelaget.